# Paecilaema marmoratum
Paecilaema marmoratum is een hooiwagen uit de familie Cosmetidae.